# L-エル-
『L-エル-』は、Acid Black Cherryの4枚目のオリジナルアルバム。2015年2月25日にmotorodから発売。

## 概要
- オリジナルアルバムとしては前作『『２０１２』』以来約3年ぶりであり、アルバム作品としてはカバーアルバム『Recreation 3』以来約2年ぶりの作品となる。今作はCD+DVD（Project 『Shangri-la』 LIVE盤）、CD+DVD（Project 『Shangri-la』 ドキュメント盤）、通常盤の3形態で発売。
- 今作は「愛」をテーマに、波乱の人生を送った架空の女性・エルのストーリーが展開される。
- 当初、2015年2月4日に発売予定だったが、制作上の理由により、2月25日に発売延期となった。
- 週間チャートでは11.3万枚を売り上げ2位を記録。1位だったNEWS『White』（11.4万枚）とはわずか1,200枚程度の差であった。2015年上半期アルバムランキングは15位で14.3万枚、1.5万枚差で逆転した。
- イラストは kohei、中川悠京。
- 2016年、本作を原作とした映画が公開（後述）。
- 2025年1月27日、Acid Black Cherryのプロデューサーである菊池真太郎が立ち上げたレーベル「LtOVES」への移籍に伴い、全曲リマスタリングされたうえで初解禁された[1]。

## 収録曲
アルバム先行シングル「INCUBUS」をはじめ、Project 『Shangri-la』 でリリースされたシングル「Greed Greed Greed」、「黒猫 〜Adult Black Cat〜」、「君がいない、あの日から…」など、シングル4曲を含む全13曲を収録。なお、14トラック目の「& you」では、音量を上げると曲が終わる直前、5thシングル「20+∞Century Boys」のサビ部分が聴こえる。
全作詞・作曲・編曲：林保徳
1. Round & Round
2. liar or LIAR ?
3. エストエム
4. 君がいない、あの日から…
5. L―エル―
6. Greed Greed Greed
7. 7 colors
8. 〜Le Chat Noir〜
9. 黒猫 〜Adult Black Cat〜
10. versus G
11. 眠れぬ夜
12. INCUBUS
13. Loves
14. & you

### DVD（初回限定）
Project 『Shangri-la』 LIVE盤
- Acid Black Cherry"Project 『Shangri-la』"Encore Season アリーナツアーより日本武道館のLIVE映像を収録。

1. Greed Greed Greed
2. Murder Lisence
3. 楽園
4. 蝶
5. 1954 LOVE/HATE
6. 黒猫 〜Adult Black Cat〜
7. 君がいない、あの日から…
8. Maria
9. so…Good night.
10. ピストル
11. 罪と罰 〜神様のアリバイ〜
12. Black Cherry
13. シャングリラ
14. doomsday clock
15. scar
16. SPELL MAGIC
17. 20+∞Century Boys

Project 『Shangri-la』 ドキュメント盤
- 2013年8月から2014年6月まで約10ヶ月に渡り開催され、18万人を動員したProject『Shangri-la』全都道府県ツアーの完全密着ドキュメント映像を収録。
- 約60分に渡るドキュメント映像では、yasuのライブや作品に対するこだわりからの緊張感あるバックステージ、また各地でオフショットなど、ABCにとって最長ツアーとなった今プロジェクトの貴重映像を、yasuインタビューを交え収録。

PV集
1. Greed Greed Greed
2. 黒猫 〜Adult Black Cat〜
3. 君がいない、あの日から…
4. INCUBUS

Project『Shangri-la』MCベストセレクション
- 1st Season 福島公演 (2013年8月13日)から、Final Season 宮城公演 (2014年6月22日)までの全61公演分のライブMCから選りすぐりのMC全公演分収録。

## 映画
- 『L -エル-』（エル）は、2016年11月25日に公開された日本映画。監督は下山天、主演は広瀬アリス[2][3]。
- パン屋の主人役で出演が予定されていた高畑裕太が[4]2016年8月23日に逮捕され降板[5]。代役に成田凌を立て、再撮影の上公開された[3]。

### キャスト
- エル - 広瀬アリス
- オヴェス - 古川雄輝[4]
- アンナ - 高橋メアリージュン[4]
- リノ - 古畑星夏[4]
- 劇団青年 - 平岡祐太[4]
- キャバレーオーナー - 前川泰之[4]
- パン屋主人 - 成田凌[3][注 1]
- 元銀行員 - 弥尋[4]
- マリー - Mikako（FAKY）[4]
- 叔父 - 田中要次[4]
- 叔母 - 高橋ひとみ[4]

### スタッフ
- 監督 - 下山天
- 脚本 - 下山天、阿久津朋子
- 原作 - Acid Black Cherryアルバム『L -エル-』
- 配給 - 東宝映像事業部
- 制作プロダクション - AOI Pro.
- 製作 - 映画「L -エル-」製作委員会（エイベックス・ミュージック・クリエイティヴ（現：エイベックス・エンタテインメント）、東宝、AOI Pro.、博報堂DYミュージック&ピクチャーズ、GYAO）